# Ropálio

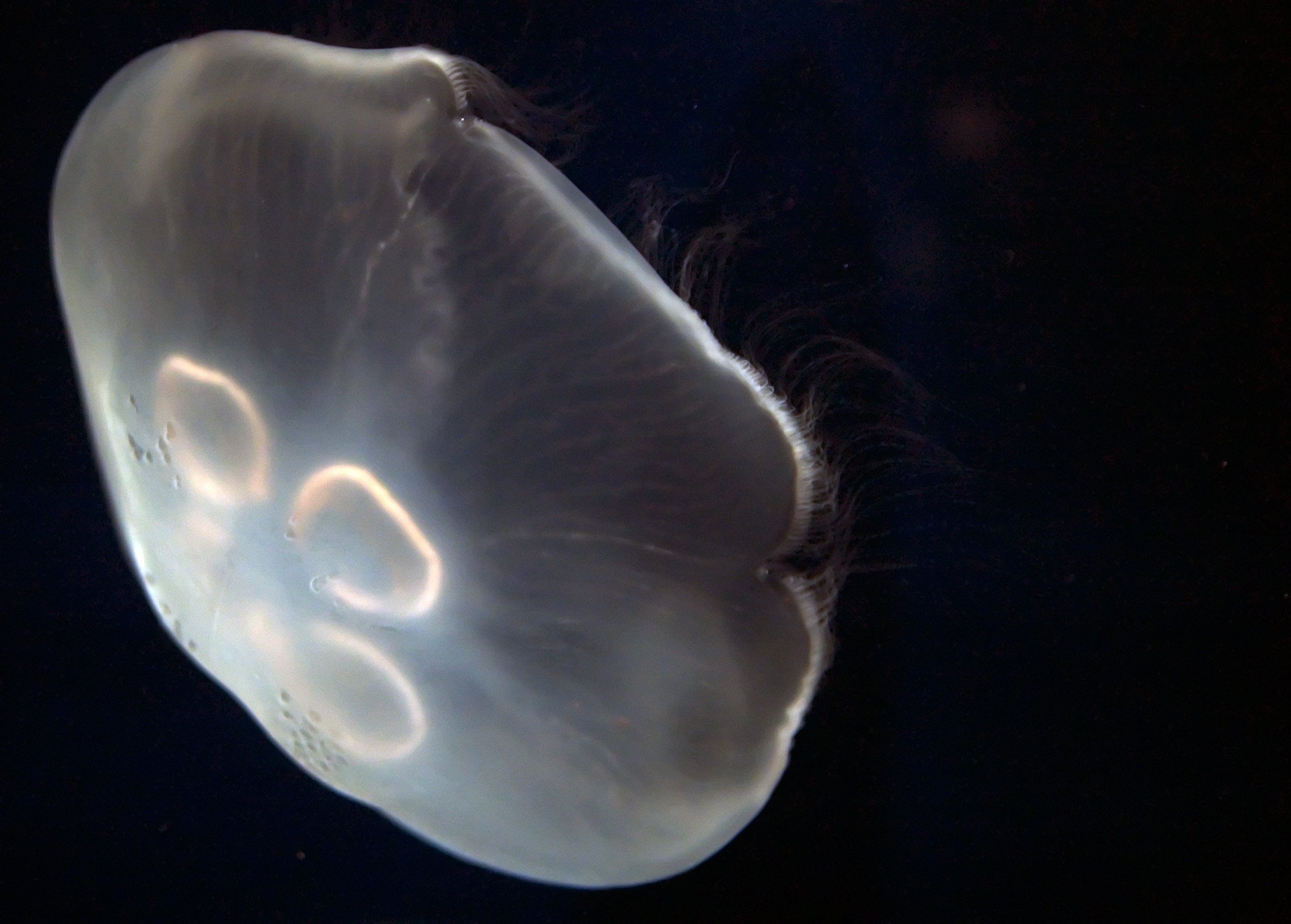
Medusa-da-lua (Aurelia aurita) com ropálio visível em recortes nas bordas

Ropálios são órgãos sensoriais das medusas, principalmente das classes Scyphozoa e Cubozoa.
Os ropálios estão localizados em pequenas reentrâncias ao longo da margem do disco e são compostos por ocelos, estatólitos e uma grande aglomeração de terminais nervosas.
Os ocelos dos cubozoários são os mais complexos dos cnidários, com uma estrutura aproximada aos olhos das lulas, polvos e vertebrados. Algumas espécies possuem diferentes tipos de olhos.